# 曼納林山
曼納林山（英語：Mount Mannering），是南極洲的山峰，位於維多利亞地的彭內爾海岸，處於托伊勒斯山東南面7公里，屬於康科德山脈中金格山脈的一部分，由新西蘭探險隊命名，現時由南極條約體系管理。